# Зверьков, Ефрем Иванович
Ефре́м Ива́нович Зверько́в (1 февраля 1921, с. Нестерово, Тверская губерния — 31 июля 2012, Москва) — советский, российский художник-живописец, график, мастер пейзажа, педагог. Народный художник СССР (1981). Лауреат Государственной премии Российской Федерации (1997) и Государственной премии РСФСР им. И. Е. Репина (1975).

## Биография
Ефрем Зверьков родился в селе Нестерово (ныне Тверская область).
В 1926 году семья Зверьковых переехала в Тверь. Здесь начал брать уроки живописи у художника Н. Я. Борисова, выпускника Императорской академии художеств, ученика И. Е. Репина. Это и определило его дальнейшую судьбу. В 1939 году он был принят на подготовительное отделение Ленинградского института живописи, скульптуры и архитектуры.
19 ноября 1939 года был призван в РККА. Часть, куда он попал, находилась в Харькове, где его и застало сообщение о начале войны. Потом было тяжёлое отступление с боями, расформирование части.
Весной 1942 года он, рядовой 301-й стрелковой дивизии Юго-Западного фронта, участвовал в боях под Белгородом. В июне 1942 года в тяжёлом состоянии почти на полгода попал в госпиталь. После излечения вернулся в часть, участвовал в боях под Сталинградом. В связи с нехваткой водителей в январе 1943 года направлен в 17-й отдельный автомобильный батальон.
После демобилизации в декабре 1945 года занимался живописью в Москве, в студии у академика Б. В. Иогансона. С отличием окончил Московский художественный институт имени В. И. Сурикова (1947—1953), учился В. П. Ефанова, П. В. Малькова. Пользовался советами А. А. Пластова.
С 1940 года — постоянный участник всесоюзных, всероссийских, московских и международных выставок. В 1975, 1993, 1996, 1998, 2001—2004 годах в Москве, в 1976 году в городах Болгарии состоялись персональные выставки произведений мастера.
В 1988 году избран академиком (действительным членом) Академии художеств СССР (член-корреспондент с 1975). Член Государственной аттестационной комиссии МГХИ им. В. И. Сурикова (1992). Профессор (2003). Академик Международной академии наук о природе и обществе (2000).
На протяжении многих лет входил в состав руководящих органов творческих организаций:
- член Правления, заместитель председателя Правления МОСХ (1958—1976)
- первый секретарь правления СХ РСФСР (1976—1986)
- секретарь правления СХ СССР (1977—1993)
- член комитета по Государственным премиям РСФСР им. И. Е. Репина (1977—1988)
- член совета Государственного комитета по печати при Совете министров РСФСР (1978—1986)
- член Международного совета музеев (с 1976)
- член Государственного экспертного совета по монументальному искусству при Президенте РФ (с 1998)
- член президиума, вице-президент РАХ (с 1992 года).

С 1994 по 1999 год руководил воссозданием живописного убранства храма Христа Спасителя в Москве.
Любил слушать классическую музыку, хоровое пение, посещал концерты органной музыки.
Скончался 31 июля 2012 года в Москве, отпевание художника прошло в Кафедральном соборном храме Христа Спасителя. Похоронен на Новодевичьем кладбище.

### Семья
- Отец — Иван Сергеевич Зверьков (1890—1942), работал инспектором по сбору лекарственных трав.
- Мать — Мария Тимофеевна Зверькова (Посадская) (1891—1963).
- Супруга — Любовь Васильевна Ширшова (род. 1952), доктор искусствоведения, профессор. Заслуженный деятель искусств РФ, заслуженный работник культуры РФ, академик РАХ (2017), член Московского отделения Союза художников России, член Московского Союза художников и Международной ассоциации искусствоведов.

## Награды и звания
- Заслуженный художник РСФСР (1970) — за заслуги в области советского изобразительного искусства[1]
- Народный художник РСФСР (1976) — за заслуги в области советского изобразительного искусства[2]
- Народный художник СССР (1981) — за большие заслуги в развитии советского изобразительного искусства[3]
- Государственная премия Российской Федерации в области изобразительного искусства 1997 года (1998) — за цикл живописных пейзажей, посвященных России[4]
- Государственная премия РСФСР имени И. Е. Репина (1975) — за картины «Голубой апрель», «Зимнее солнце», «В лесном краю», «Северная весна»[5]
- Орден «За заслуги перед Отечеством» III степени (2011) — за большой вклад в развитие отечественного изобразительного искусства и многолетнюю творческую деятельность[6]
- Орден «За заслуги перед Отечеством» IV степени (2005) — за большой вклад в развитие отечественного изобразительного искусства[7]
- Орден Почёта (1996) — за заслуги перед государством, большой вклад в укрепление дружбы и сотрудничества между народами, многолетнюю плодотворную деятельность в области культуры и искусства [8]
- Орден Отечественной войны II степени (1985) — за храбрость, стойкость и мужество, проявленные в борьбе с немецко-фашистскими захватчиками, и в ознаменование 40-летия победы советского народа в Великой Отечественной войне 1941—1945 годов
- Орден Трудового Красного Знамени
- Медаль «За победу над Германией в Великой Отечественной войне 1941—1945 гг.» (1946)
- Благодарность Президента Российской Федерации (29 января 2001) — за большой вклад в развитие отечественной культуры [9]
- Орден Кирилла и Мефодия I степени (НРБ, 1972)
- Орден преподобного Сергия Радонежского III степени (РПЦ) — за участие в воссоздании Храма Христа Спасителя в Москве
- Золотая медаль РАХ (1996) — за произведения, представленные на выставке «Защитникам Отечества посвящается» (1995): «Осенний пейзаж», «Зеленый май», «Порубка», «Северная весна»
- Золотой крест РАХ (2011) — за заслуги перед искусством
- Золотая медаль ТСХ
- Международная премия «За вклад в мировое искусство»
- Знак Губернатора Тверской области «Во благо земли Тверской»[10]
- Почётный гражданин Тверской области (2006)
- Новая звезда небосклона в созвездии Водолея была названа в 2001 году «Ефрем Зверьков»[источник не указан 1718 дней].

## Искусство
Работы художника представлены в крупнейших собраниях России: в ГТГ и ММСИ, ГРМ, во многих отечественных художественных музеях, в государственных и частных коллекциях Франции, Болгарии, Италии, Бельгии, США, Японии, Китая и других стран.
Пейзажи художника полны чистой и тихой радости, трогают благородством, утонченностью колорита. Доведенные до высокой степени живописной законченности, они сохраняют свежесть и трепетную непосредственность живого восприятия природы.
В начале творческого пути получил признание как автор жанровых работ. Проницательность, чуткость художника помогают ему понять новые тенденции в искусстве 1960-х годов. Однако идеи времени, преломленные лирическим мировосприятием живописца, приобретали в его произведениях новый смысл, становились поэтичнее —
- «Юбилей учительницы» (1954),
- «В родной колхоз» (1957),[11]
- «Улицы в Каргополе» (1963),
- «Кружевницы» (1964).

Раскрывая в своем творчестве поэтическую и философскую ценность неброской среднерусской природы, он возводит её в эстетический идеал. Воспевая красоту первозданности мира, вносит в искусство пейзажа ностальгические ноты, мягко звучащие в созерцании нетронутой человеком природы:
- «Река Поведь» (1967),
- «Осенняя пора» (1970),[12]
- «Весна в лесу» (1971),[13]
- «На Родине» (1971),[14]
- «Утро в поле» (1979),
- «Голубой апрель» (1971),
- «Осенний день» (1981),
- «Половодье» (1986),[15]
- «Тонкие березы» (1991),
- «Дубрава» (1997),
- «Земля Зарайская» (2003).

Чуткое понимание красоты русского пейзажа выразилось в создании серии, посвященной природе Севера:
- «Белая ночь» (1967),[16]
- «Северная весна» (1969),
- «Северная весна» (1990),[17]
- «Онежское озеро» (1980),
- «Ледоход» (1995).

## Память
В 2020 году в Твери, в Студенческом переулке, у дома № 2 открыт памятник Е. Зверькову, выполненный в полный рост. Художник представлен с палитрой и кистями в руках на каменном постаменте с надписью «Ефрему Ивановичу Зверькову. Великому художнику».